# Christian Gaidet
Christian Gaidet, né à Bourg-Saint-Maurice en 1963, est un ancien skieur alpin français.

## Palmarès

### Coupe du monde
- Meilleur classement final : 24e en 1986.
- Meilleur résultat : 4e.

### Championnats de France
- Champion de France de Slalom en 1985
- Champion de France de Slalom Géant en 1986